# Elizabeth Miles
Elizabeth „Liz“ Evelyn Miles (* 25. Januar 1955 in Fresno) ist eine ehemalige Ruderin aus den Vereinigten Staaten. Sie war mit dem Achter der Vereinigten Staaten  Weltmeisterschaftszweite 1981 und 1982.

## Sportliche Karriere
Die 1,72 m große Elizabeth Miles ruderte für die California Golden Bears, das Sportteam der University of California, Berkeley. Nach ihrem Studium schloss sie sich der Mission Bay Rowing Association in San Diego an.
Miles gewann bei den Weltmeisterschaften 1981 mit dem Achter die Silbermedaille hinter dem sowjetischen Großboot. Von der 1981er-Besetzung Carol Bower, Carol Brown, Jeanne Flanagan, Patricia Spratlen, Kristine Norelius, Carolyn Graves, Elizabeth Hills-O’Leary, Elizabeth Miles und Steuerfrau Valerie McClain-Ward saßen ein Jahr später bei den Weltmeisterschaften 1982 nur noch Miles und Norelius im Boot, das erneut den zweiten Platz hinter der Sowjetunion belegte, hinzugekommen waren Shyril O’Steen, Janet Harville, Jennifer Marshall, Joline Esparza, Jane McDougall, Kristen Thorsness und Steuerfrau Nanette Bernadou.
Abigail Peck, Patricia Spratlen, Janet Harville, Elizabeth Miles und Valerie McClain-Ward ruderten bei den Olympischen Spielen 1984 im Vierer mit Steuerfrau und belegten den vierten Platz mit 0,29 Sekunden Rückstand auf die drittplatzierten Australierinnen. Bei den Weltmeisterschaften 1985 trat Miles noch einmal mit dem Achter an und belegte den vierten Platz.
Nach ihrer sportlichen Laufbahn war Miles im Management der First Interstate Bank tätig.